# Ren Yamamoto (Fußballspieler, 1999)
Ren Yamamoto (jap. 山本 廉, Yamamoto Ren; * 8. Mai 1999 in der Präfektur Tochigi) ist ein japanischer Fußballspieler.

## Karriere
Ren Yamamoto erlernte das Fußballspielen in der Schulmannschaft der Nisshin School sowie in den Jugendmannschaften von Blaublitz Akita und dem Tochigi SC. Bei Tochigi unterschrieb er 2018 auch seinen ersten Vertrag. Der Verein aus Utsunomiya spielte in der zweiten japanischen Liga, der J2 League. Direkt nach Vertragsunterschrift wurde er an den Blancdieu Hirosaki FC ausgeliehen. Der Verein aus Hirosaki spielte in der fünften Liga, der Tohoku Soccer League. Für Hirosaki absolvierte er 14 Spiele. 2019 spielte er ebenfalls auf Leihbasis beim Arterivo Wakayama in Wakayama. Wakayama spielte ebenfalls in der fünften Liga. Hier trat der Klub in der Kansai Soccer League an. Anfang 2020 kehrte er nach der Ausleihe zu Tochigi zurück. Sein Zweitligadebüt gab er am 11. Juli 2020 im Auswärtsspiel gegen JEF United Ichihara Chiba. Hier wurde er in der letzten Minute für Toshiki Mori eingewechselt.